# مامتاز سانجاميتا
مامتاز سانجاميتا هي طبيبة نسائية وسياسية هندية. كانت عضو في برلمان لوك سابها السادس عشر من باردهامان-دورجابور (انتخابات مجلس لوك سابها؛ وهو أحد مجلسين يشكلان البرلمان الهندي) بولاية البنغال الغربية. فازت في الانتخابات العامة الهندية 2014 كونها مرشحة عن حزب مؤتمر ترينامول لعموم الهند [الإنجليزية].
مامتاز سانجاميتا هي ابنة الراحل سيد أبو المنصور حبيب الله [الإنجليزية]، الذي ترأس مجلس ولاية البنغال الغربية وتقلد منصب وزير عدل سابق، ووالدتها أكاديمية تُدعى مقصودة خاتون.
كانت مامتاز رئيسة قسم أمراض النساء في كلية الطب ومستشفى كلكتا.

## النشأة
التحقت بمدرسة البلدية للبنات في بردهان ومدرسة براهمو باليكا شيكشالايا في كلكتا حيث اجتازت بنجاح الجزء الأول في أربعة مواد. أكملت المرحلة التحضيرية لكلية الطب في كلية بيثون. حصلت على بكالوريوس الطب والجراحة من كلية الطب في كلكتا عام 1968. تبع ذلك دبلوم في أمراض النساء والتوليد في 1970 من جامعة كلكتا ودرجة الماجستير من جامعة دلهي. ذهبت إلى المملكة المتحدة لمتابعة الدراسات العليا.

## العائلة
في عام 1975 تزوجت من نوري علم شودري، محامي ثم وزير في مجلس الوزراء في حكومة الولاية. ابنتهما الوحيدة الطبيبة شبانة روز حاصلة على بكالوريوس الطب والجراحة من كلية الطب الوطنية وتتابع أبحاثها الطبية العليا.